# Greg Steinke
Greg Steinke (* 2. August 1942) ist ein US-amerikanischer Komponist, Oboist und Musikpädagoge.
Steinke studierte am Konservatorium des Oberlin College, an der Michigan State University und der University of Iowa. Seine Lehrer waren Joseph R. Wood, H. Owen Reed, Richard Hervig, Paul Harder und Lawrence Moss. Er war Professor für Komposition, Musiktheorie und Oboe an der Ball State University und der University of Arizona, leitete die Musikfakultät der San Diego State University und war Dekan des College of Fine Arts der Millikin University. Daneben hatte er bis 2001 den Joseph-Naumes-Lehrstuhl für Musik an der Marylhurst University inne.
Als Solo-Oboist ist Steinke auf zeitgenössische Musik spezialisiert, weiterhin spielte er in verschiedenen kammermusikalischen Ensembles und war Erster Oboist des Winnipeg Symphony Orchestra. Er war Preisträger des ersten internationalen Kompositionswettbewerbes der University of Louisville (1979), des Komponistenwettbewerbes des Bergen Festivals (1994) und der Delta Omicron Composition Competition (2002).

## Werke
- Three Earley Songs für Sopran und Harfe, 1961
- Sobg für Sopran und Harfe, 1961
- Polymodal Sketches für Oboe, Englischhorn, Fagott und Harfe, 1961
- Suite für Klavier, 1962
- Trio für Streicher, 1962
- Three Sonnets from William Shakespeare für Sopran, Flöte und Streicher, 1962–64
- 23rd Psalm für Oboe und Chor, 1962
- Trio für Oboe, Klarinette und Fagott, 1962
- Sonata für Oboe, Oboe d’amore und Englisch Horn, 1963
- Music für Streichquartett, 1963–65
- Six Pieces für Klavier, 1963–65
- Threnody für Orchester, 1964–65
- A Music für Oboe, Kontrabass und Perkussion, 1966–67
- Music für Fagott und Orchester, 1966–67
- The Lay of the Love and Death of Cornet Christopher Rilke (nach Rainer Maria Rilke) für Sprecher und Kammerensemble, 1969
- Ein japanisches Liederbuch für Sopran und Kammerensemble, 1971
- Music für Perkussionsensemble und Dirigent, 1972
- Music for Three für Oboe, Gitarre und Klavier, 1972
- Tricinium für Altsaxophon, Trompete und Klavier, 1972
- Four Desultory Episodes für Oboe und Tonband, 1972–73
- Episodes for a Saxophone, 1973
- Sound Scape, Konzert für Orchester, 1973
- Atavism für Oboe, Fagott und Bläserensemble, 1973–76
- Diversions and Interactions für Perkussionstrio, 1976
- Family Portrait, Fünf Vignetten für Klavier, 1976–78
- Sketches from Twelfth Night, Minikdrama für Bass und Oboe d’Amore, 1977
- Duo Fantasy Concertante für Violine, Cello und Kammerorchester, 1978
- Remembrances für vier Trompeten und Bläserensemble, 1978
- Rudimentalists für Perkussion, 1980
- Music for Chief Joseph für Oboe und vier Posaunen, 1980
- Lyric Fantasy (A Music for Dance) für Flöte, Altsaxophon und Gitarre, 1980
- Northwest Sketches I für Posaune und Klavier, 1980
- Northwest Sketches II für Flöte, Oboe und Klavier, 1980
- Image Music für Flöte, Oboe, Posaune und Kontrabass, 1982
- Northwestern Sketches II-B für Flöte, Oboe und Kammerorchester, 1982
- Northwestern Sketches II-A für Flöte, Oboe und Bläserensemble, 1982
- One by One (Image Music II) für Flöte und Harfe, 1985
- Wind River Country für Bläserquintett, 1985
- Fantasy Nocturne (Image Music III) für Bläser, Harfe und Perkussion, 1985
- Tomorrow on Yesterday (Image Music IV) für Harfe, 1989
- Native American Notes - The Bitter Roots of Peace (Image Music VI) für Streichquartett, 1990
- Don't We (Image Music VII) für Klarinette, 1990
- Another New Beginning (Image Music V) für Altsaxophon, 1990
- Santa Fe Trail Echoes (Image Music VIII) für Viola oder Cello, 1992
- Suspended in Frozen Velocity (Image Music IX from Songs of the Fire Circles) für Tuba und Euphoniumensemble, 1992
- A Japanese Folk Suite für Sprecher und Flöte oder Oboe, 1992
- Carvings I für Bläserensemble, 1992–93
- White Blowing Dafodil Seeds (Image Music X - In Memoriam) für Klaviertrio, 1993
- Tableaux in Memory of Chief Joseph (Image Music XI) für Trompeten und Pauken, 1993
- Native American Notes II — The Bitter Roots of Peace (Image Music VI-C) für Tuba-Euphoniumquartett, 1994
- Another New Beginning II (Image Music V-A) für Gitarre, 1994
- Memories of Chief Joseph (Image Music XI-A) für Violine oder anderes Instrument und Marimba, 1994
- Incantation, Meditation and Dance für Trompete oder Flügelhorn und Orgel, 1994
- Albumblätter, Acht Vignetten für Celesta, 1994
- Moments from Native American Notes — The Bitter Roots of Peace (Image Music VI-B) für Kammerorchester, 1994
- Singing Heart (Image Music XII from Notes from the Center of the Earth) für Chor, 1995
- In memoriam - Sacagawea, Arie für Saxophonquartett, 1995
- A Vortex of Urgent Winds (Image Music XIII) für Gitarre, 1995
- Inquietude für Flöte, 1995
- All in a Moment's Time (Image Music XIV) für Viola oder Cello und Orchester, 1995–96
- East of..., West of... (Image Music XV) für Gitarre, 1996
- Memories II of Chief Joseph (Image Music XI-B) für Fagott oder anderes Instrument und Klavier, 1998–2001
- Expressions on the Paintings of Edvard Munch (Image Music XVII) für Streichquartett, 2000
- From Armgart für lyrischen Sopran und Klavier, 2000
- Bejing Impressions - A Travel Triptych (Image Music XVI) für Orchester, 2000
- Let us take what we can for the Occasion für Sprecher, Flöte, Kontrabass und Klavier, 2002
- PUB für Flötenquartett, 1989; für Bläserquartett, 2002
- Three Japanese Vignettes - An Imaginary Triptych (Image Music XIX) für Stimme und japanisches Ensemble, 2002
- Yaponcha - "Wind Spirit" (Image Music XX) für Flöte, Viola und Harfe, 2002
- Imaginary Landscape I: Antarctic Vistas'" (Image Music XXI) für Posaunenchor, 2002
- Continental Drift - A Geographical Triptych in Two Parts (Image Music XVIII) für Perkussionsorchester, 2002–03
- Van Gogh Vignettes (Image Music XXII) für Flötenduo, 2003
- Expressions II on the Paintings of Wassily Kandinsky (Image Music XXIII) für zwei Saxophone, 2003
- Within the Curtain of Color and Time (Image Music XXIV) für Gitarrenquartett, 2004
- Triptych (Image Music XIX-A) für japanisches Instrumentalensemble, 2004
- Alaskan Tableaux (Image Music XXV) für Bläserquintett, 2004
- Cross Currents für Sprecher und Kammerensemble, 2004
- To get to Fresno für Stimme, Klarinette oder Flöte und Klavier, 2004
- Right On! für Jazzensemble, 2004
- Fanfare für Bläser und Perkussion, 2004
- Mother Earth (Image Music XXVIII) für Sopran, Bariton und Orchester, 2005
- Moments at Canyon de Chelly (Image Music XXVI) für Flöte und Oboenduo, 2005
- Sonance and Keen für Oboe und Theremin, 2005
- Suspended (Image Music XXVII) für Fagott und Streicher, 2005
- Mother Earth  (Image Music XXVIII) für Sopran, Bariton und Orchester, 2005
- Expressions III  on the Paintings of Gustav Klimt (Image Music XXIX) für Klarinette, Violine, Cello, Perkussion und Klavier, 2006
- Newport Fantasy (IMage Music XXX) für Orchester, 2007
- Regaining (Image Music XXII) für Sopransaxophon, Klarinette, Fagott, Violine und Cello, 2009
- Newport Celebration (Image Music XXXa) für Band, 2008
- Hope Rising (Image Music XXXI) für Bläserensemble, 2009
- Random Blackouts I  (Image Music XIXIII) für Bariton und Klavier zu vier Händen, 2010
- Blackout No. 1 (Image Music XIXIVa) für Sopran und Kammerensemble, 2011

## Weblink
- Homepage von Greg Steinke